# Adonisea chansyi
Adonisea chansyi là một loài bướm đêm trong họ Noctuidae.